# Euphorbia wakefieldii
Euphorbia wakefieldii là một loài thực vật thuộc họ Euphorbiaceae. Loài này có ở Kenya và có thể cả Tanzania.

## Hình ảnh

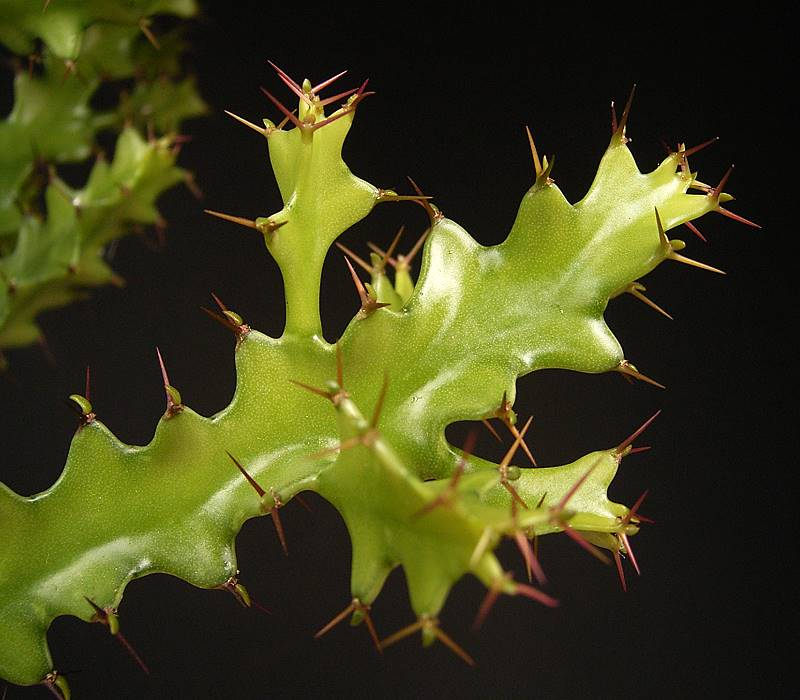